# Refúgio Helena
O refúgio Helena (em italiano:  Rifugio Elena) fica a 2 062 m na comuna de Courmayeur, na Itália, no vale Ferret dos Alpes Graios. O nome é uma homenagem à Raínha Helena esposa do Vítor Emanuel III da Itália.
Construído depois da Primeira Guerra Mundial, mas destruído por uma avalanche em 1960, foi reconstruído em 1995.

## Acesso
Encontra-se de fronte ao vale Ferret por baixo do passo Ferret que fica a 2 543m. De fácil acesso por estrada é um bom ponto de partida para excursões pedestres.

## Características
É gerido por particulares
- Altitude; 2 062 m
- Capacidade; 115 lugares